# 恋するトマト
『恋するトマト』（こいするトマト）は、2005年公開の日本映画。配給はゼアリズエンタープライズ。企画・脚本・製作総指揮・主演を大地康雄が務めた。集英社の文芸誌「すばる」に掲載された小檜山博の小説『スコール』をもとに映画化された。副題の「クマインカナバー」は、タガログ語で「ごはん食べましたか?」の意味。
キャッチフレーズは、“大切なものは太陽と土と水。そして、あなた”

## 概要
最初は日本の農村が舞台、しかし作品の大半はフィリピンが舞台である。日本の農村に於ける嫁不足・後継者問題・結婚詐欺、フィリピンに於ける売春ツアー・じゃぱゆきさん等、日本・フィリピンが抱える深刻な問題を描いている。これらの問題に翻弄される主人公とヒロインが人間として生きていく事への正義・誇りを取り戻して生きて行く姿を描く。

## ストーリー
野田正男（大地）は中年になっても結婚出来ずに老いた両親と共に農作業に勤しむ。何度も見合いを繰り返すが失敗ばかりで絶望している。周りの農家仲間も同様に嫁の来手は無く、苦渋の選択ながら農業に見切りをつけて土地を売り払ってしまう等深刻な後継者不足に喘いでいる。そんな中、田舎暮らしに憧れる景子と婚約寸前まで漕ぎ着けるも、しびれを切らした正男の強引なアプローチで御破算となってしまう。
落ち込む正男を農家仲間がフィリピンパブへ誘い、そこで働くホステスのリバティと遂に婚約する事になる。2人は先ず正男の両親に挨拶し、そしてフィリピンの両親へ挨拶するため正男はフィリピンへ向かった。フィリピンではリバティの家族に挨拶し、結納金を渡すものの一晩明けると一家は消え去っていた。結婚詐欺だったのである。
リバティを日本へ派遣したタレント事務所を頼りに向かうもののそんな女性は知らないと一蹴される。失意の正男は行くあても無く放浪し浮浪者となってしまう。
そんなどん底の正男を拾ったのが先のタレント事務所社長の中田で、農村部から娘を金で買い上げ、ダンス等芸事を仕込んでは日本へ送り込んだり現地で売春ツアーを営んでいるのであった。真面目な正男は何事も勤勉に働くので事務所の社長も大変気に入り、車も金を与えて自由な裁量で仕事させていた。
正男は日本のバイヤーにリンゴやトマトを持ってくるように指示する。リンゴやトマトはフィリピンでは貴重品でセレブが喜ぶのだ。そんな話をしているホテルのラウンジで気になる女性が居た。
売春ツアーの送迎を終えた正男は偶然通りかかった水田地帯に故郷を想い耽る。その農作業の人達の中にホテルのラウンジで働いていたクリスティナ(アリス・ディクソン)を見つける。クリスティナの父親は病気で農作業が出来ない為、時折帰ってきては農作業を手伝っているという。そしてお互いに助け合いながら農作業をしている人達を見ているうちに農家の血が騒ぎ手伝う事になる。
正男はクリスティナと親しくなるにつれ徐々に農作業に傾倒してゆく。正男はフィリピンでは入手しづらいトマトを栽培する事を勧める。正男のアドバイスによって栽培は順調に進んだ。しかしクリスティナは「じゃぱゆきさん」に酷い嫌悪感を抱いている事が判った。それに加担している正男は暫く正体を隠したまま農作業を手伝う。しかし、正男は決心した。タレント事務所を辞め日本に帰ってクリスティナと結婚する事を。
タレント事務所は中田から殴られて足抜けする事が出来た。クリスティナに正体を明かしたが、酷く嫌われた。それでも決意をもってクリスティナの両親に挨拶をした。しかし父親は戦前の日本人の粗暴さに恐々として断った。またしてもどん底に落ちた正男は豪雨の中、日本へ帰るのであった。
正男が日本へ帰って暫く経ったある時。一台のバスが農作業中の正男の前を通り過ぎた。少し離れた停留所で大きな荷物を持った客が一人降りた。その客が近づいて来ると……。

## キャスト
- 野田正男：大地康雄
- クリスティナ：アリス・ディクソン
- 景子：富田靖子
- 勇作：藤岡弘、
- リバティ：ルビー・モレノ
- 中田：清水綋治
- 和男：村田雄浩
- 野田清一（正男の父）：織本順吉
- 野田登美（正男の母）：いまむらいづみ
- 秀明：でんでん
- 由紀江：阿知波悟美
- 加奈江：あき竹城
- 藤本：石井光三
- 増田再起
- 篠田薫
- 田村泰二郎
- 草野康太
- アレックス・アルジェンテ
- アリエル・バルド

## スタッフ
- 企画・脚本・製作総指揮・主演 = 大地康雄
- 監督 = 南部英夫
- 原作 = 小檜山博「スコール」（集英社刊）
- プロデューサー = 松本きい、松田芳樹、小坂一雄、飯田康之
- ラインプロデューサー = 瓜生敏彦
- フィリピンプロダクションコーディネーター = 小森邦昭
- 撮影 = 小松原茂
- 照明 = 三善章誉
- 美術 = 西村伸明
- 録音 = 井家真紀夫
- 編集 = 金子尚樹
- 音楽 = 寺田鉄生
- 音楽監修 = 樋口康雄
- スクリプター = 宮腰千代
- 助監督 = 山崎徳幸
- 制作担当 = 根津文紀
- MA = 映広
- 現像 = IMAGICA
- 製作 = 「クマインカナバー」製作委員会（有限会社オーション／らでぃっしゅぼーや株式会社／株式会社IMAGICA／株式会社トドプレス／株式会社ムパタインターナショナル）
- 制作協力 = 株式会社レオナ
- 協賛 = オテル・ドゥ・ミクニ
- 支援 = 文化庁
- 撮影協力 = いばらきフィルムコミッション　かすみがうら市／桜川市／つくば市／日立市／大子町／JAグループ茨城